# Robert Barkley Shaw
Robert Barkley Shaw, född den 12 juli 1839 vid London, död den 15 juni 1879 i Mandalay, var en engelsk upptäcktsresande.
Shaw for 1859 till Indien, där han i Kangra hade en teplantage, gjorde åtskilliga färder i Himalaya och framträngde 1868 som köpman genom Östturkestan till Jarkand och Kaschgar, dit han visserligen inte fick komma in, men dock bemöttes artigt av Yakub Beg. 
År 1870 deltog han i Forsyths första ambassad till Kaschgar; därefter gick han i indiska regeringens tjänst och utnämndes 1878 till resident i Mandalay. Han författade bland annat A Visit to High Tartary, Yarkand and Kashgar (1871) och A Sketch of the Turki Language as Spoken in Eastern Turkistan (Lahore, 1875).